# Brian Deane
Brian Christopher Deane (ur. 7 lutego 1968 w Leeds) – angielski piłkarz występujący na pozycji napastnika.
W barwach Sheffield United, Leeds United, Middlesbrough oraz Leicester City rozegrał łącznie 353 spotkania i zdobył 96 bramek w najwyższej klasie rozrywkowej w Anglii, czyli rozgrywkach Division One i Premier League. Zadebiutował w Division One jako zawodnik Sheffield, 25 sierpnia 1990 w przegranym 1:3 meczu z Liverpoolem, w którym strzelił gola.
W sezonie 1997/1998 wywalczył wicemistrzostwo Portugalii z Benfiką.
W reprezentacji Anglii zadebiutował 3 czerwca 1991 w wygranym 1:0 towarzyskim meczu z Nową Zelandią. W latach 1991–1992 w drużynie narodowej zagrał trzy razy.